# Palais Dalla Torre
Le palais Dalla Torre (en italien : Palazzo Dalla Torre) est une résidence urbaine d'Andrea Palladio sis à Vérone, dans la province homonyme et la région Vénétie, en Italie.
Projet conçu pour Giambattista Dalla Torre, la construction de l'édifice débute vraisemblablement en 1555. Non réalisé entièrement, il subit un bombardement allié en 1945 au cours duquel une grande partie est endommagée. Restent toutefois du palais d'origine un majestueux portail d'entrée et une cour avec des colonnes et des entablements.

## Historique
Unique œuvre palladienne dans la ville de Vérone, le palazzo Dalla Torre est un fascinant casse-tête. La datation est incertaine, mais une grande partie des spécialistes situe le début de la construction en 1555, comme est imparfaite la réelle connaissance de l'intégrité de l'édifice, partiellement réalisé et dont seule la gravure publiée dans le traité de Palladio Les Quatre Livres de l'architecture, dans ce cas particulièrement infidèle, permet sa reconstitution.
Un bombardement allié en 1945 a ultérieurement compromis sa situation, conduisant à démolir une grande partie de la construction. Il reste cependant plusieurs témoignages de l'édifice palladien d'origine : un majestueux portail d'entrée et une cour avec des colonnes et des entablements.
Par contre, aucun doute ne subsiste quant à l'identité du commanditaire, Giambattista Dalla Torre. Il a des liens de parenté avec les vicentins Valmarana et Marcantonio Thiene, le commanditaire du palais Thiene dû également à Palladio et il est l'ami d'intellectuels et d'artistes, tout particulièrement de Gian Giorgio Trissino, mais également du grand géographe Giovanni Battista Ramusio, du médecin Giovanni Fracastoro et de l'architecte Michele Sanmicheli.

## Images

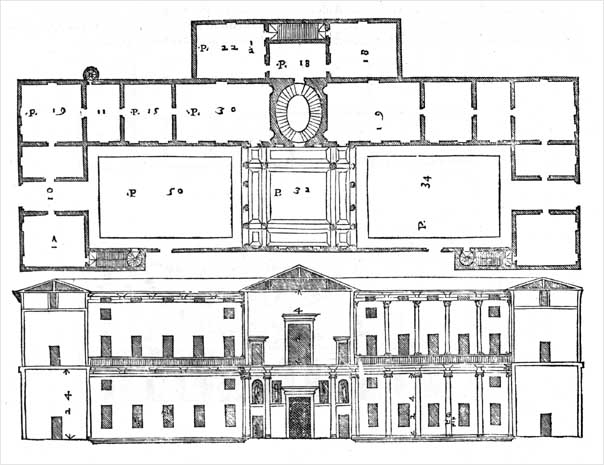
Plan et projection verticale publiés dans Les Quatre Livres de l'architecture
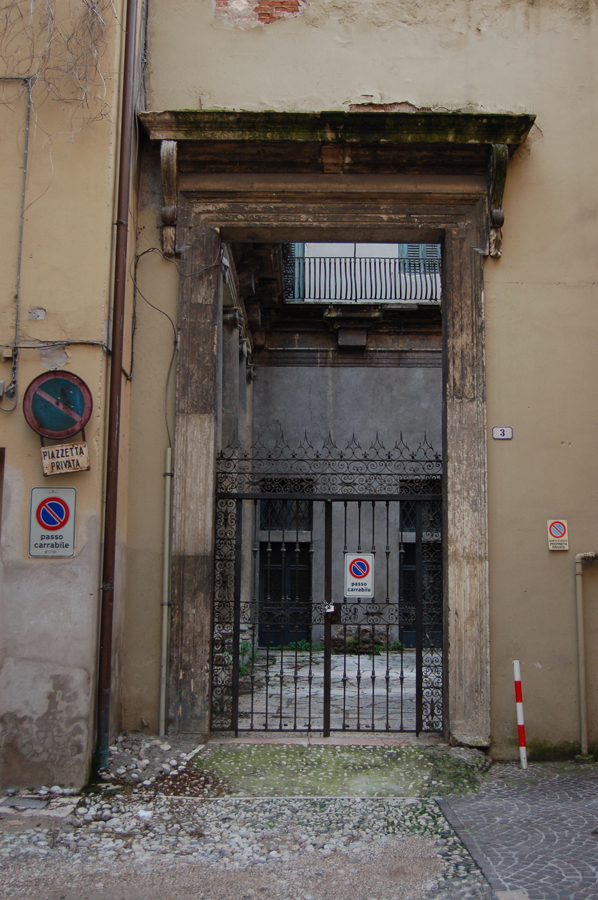
Portail d'entrée, témoignage restant de l'édifice d'origine
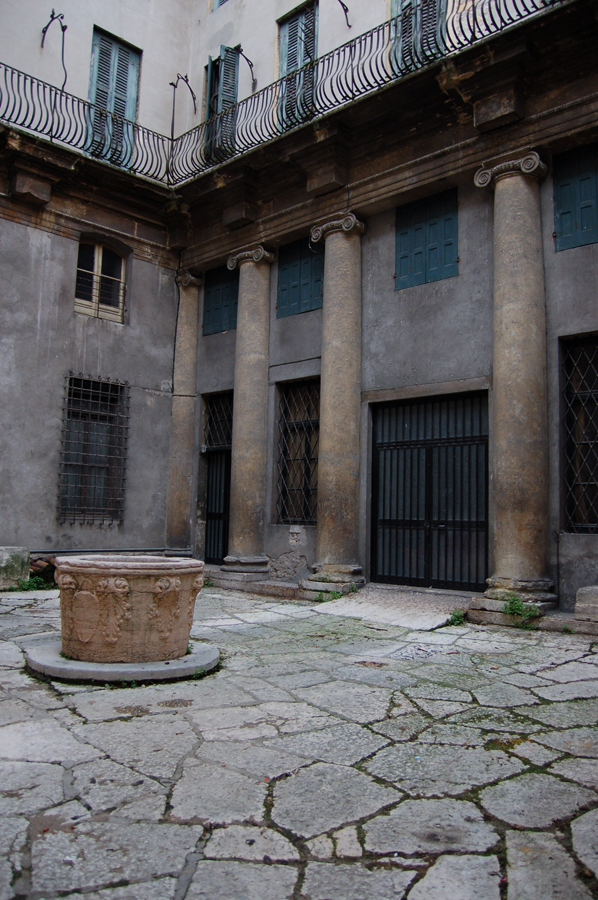
Vue de la cour

## Sources de la traduction
- (it) Cet article est partiellement ou en totalité issu de l’article de Wikipédia en italien intitulé « Palazzo Dalla Torre » (voir la liste des auteurs) dans sa version du 20 mars 2010. Il est lui-même issu du texte relatif au Palazzo Dalla Torre, sur le site du CISA, http://www.cisapalladio.org, lequel a autorisé sa publication (cf  tkt #2008031210017761)